# Peter Ihm
Peter Ihm (* 29. Dezember 1926 in Darmstadt; † 24. März 2014) war ein deutscher Bioinformatiker und ab 1966 Professor für Medizinisch-biologische Statistik und Dokumentation an der Universität Marburg.

## Leben
Ihm legte 1946 das Abitur in Freiburg im Breisgau ab und studierte anschließend Biologie und Mathematik an den Universitäten Freiburg und Paris. 1953 promovierte er zum Dr. rer. nat. und war anschließend bis 1955 Forschungsstipendiat der Deutschen Forschungsgemeinschaft (DFG) am Botanischen Institut der Universität Freiburg. 1955–1958 arbeitete er als Biometer (Statistiker) am Paul-Ehrlich-Institut in Frankfurt am Main. 1958–1960 war er wissenschaftlicher Assistent am Botanischen Institut der Universität Freiburg. Anschließend war er bis 1966 bei der EURATOM in Brüssel und Ispra beschäftigt. Es folgte 1966 die Berufung zum ordentlichen Professor am Institut für Medizinisch-biologische Statistik und Dokumentation an der Marburger Universität. 1967 gab er gemeinsam mit Gunter Mann den Anstoß zur Gründung des Deutschen Instituts für Medizinische Dokumentation und Information.

## Leistungen
- Aufbau des Instituts für Medizinisch-biologische Statistik und Dokumentation an der Universität Marburg an einem der ersten Lehrstühle für Medizinische Informatik überhaupt
- Memorandum Arzneimittelprüfrichtlinien Klinische Prüfung für das Arzneimittelgesetz, gemeinsam mit H. Bethge, H.-J. Jesdinsky und R. Zentgraf

## Werke
- Peter Ihm: Mathematische Grundlagen, vor allem für die statistische Auswertung des serologischen und anthropologischen Gutachtens. In: Die medizinische Vaterschaftsbegutachtung mit biostatistischem Beweis, hrsg. von Konrad Hummel, Gustav Fischer Verlag, Stuttgart 1961, S. 128–145[3]

- Peter Ihm und Konrad Hummel: Tabellenwerk zur Berechnung der Vaterschaftswahrscheinlichkeit im serologischen Gutachten. In: Die medizinische Vaterschaftsbegutachtung mit biostatistischem Beweis, hrsg. von Konrad Hummel, Gustav Fischer-Verlag, Stuttgart 1961, S. 147–174[4]
- Peter Ihm: Statistik in der Archäologie. Probleme der Anwendung, allgemeine Methoden, Seriation und Klassifikation. Archaeo-Physika Band 9. Rheinland-Verlag. Köln & Bonn 1978, ISBN 3-7927-0427-7.
- Peter Ihm: Korrespondenzanalyse und Seriation. Arch. Inf. 6, 1983, 8–21.
- Hans-Hermann Bock, Peter Ihm (eds.): 25 Jahre Gesellschaft für Klassifikation. Klassifikation und Datenanalyse im Wandel der Zeit. Shaker Verlag, Aachen 2001, ISBN 3-8265-9778-8.

### Ortsgeschichte
- Peter Ihm und Jürgen Westmeier (Hrsg.): Buchenau an der Lahn – Geschichte und Geschichten in Wort und Bild. Selbstverlag, Buchenau/Lahn 1985.
- Peter Ihm und Jürgen Westmeier (Hrsg.): 750 Jahre Buchenau an der Lahn. Blick in die Vergangenheit. Selbstverlag, Buchenau an der Lahn 1988.
- Peter Ihm und Jürgen Westmeier (Hrsg.): Buchenau an der Lahn – Geschichte und Geschichten: Der Grenzgänger 1992. Selbstverlag, Buchenau/Lahn 1992.